# Associazione Sportiva Solbiatese 1964-1965
Questa voce raccoglie le informazioni riguardanti l'Associazione Sportiva Solbiatese nelle competizioni ufficiali della stagione 1964-1965.

## Rosa
| N. |                   | Ruolo | Calciatore          |
| -- | ----------------- | ----- | ------------------- |
|    | Italia (bandiera) | D     | Alberto Anceschi    |
|    | Italia (bandiera) | C     | Giuseppe Bacher     |
|    | Italia (bandiera) | A     | Guglielmo Carminati |
|    | Italia (bandiera) | A     | Antonio Cassin      |
|    | Italia (bandiera) | C     | Adelio Crespi       |
|    | Italia (bandiera) | A     | Renzo Dalle Crode   |
|    | Italia (bandiera) |       | Fiorentini          |
|    | Italia (bandiera) | P     | Bruno Fornasaro     |
|    | Italia (bandiera) | D     | Aurelio Galli       |
|    | Italia (bandiera) | P     | Dino Galli          |
|    | Italia (bandiera) | A     | Gian Paolo Incerti  |
|    | Italia (bandiera) |       | Mangiarotti         |

| N. |                   | Ruolo | Calciatore       |
| -- | ----------------- | ----- | ---------------- |
|    | Italia (bandiera) | A     | Sergio Mazzetti  |
|    | Italia (bandiera) | C     | Pietro Moro      |
|    | Italia (bandiera) | C     | Giampiero Mutti  |
|    | Italia (bandiera) | D     | Bruno Pietrobon  |
|    | Italia (bandiera) | D     | Roberto Prini    |
|    | Italia (bandiera) |       | Puttilli         |
|    | Italia (bandiera) | A     | Roberto Rigotto  |
|    | Italia (bandiera) | A     | Tomaso Rossi     |
|    | Italia (bandiera) | A     | Mario Saccani    |
|    | Italia (bandiera) | D     | Francesco Taddei |
|    | Italia (bandiera) | D     | Alberto Trotti   |
|    | Italia (bandiera) |       | Vian             |